# 高谷豊之助
高谷 豊之助（たかや とよのすけ、1879年（明治12年）1月14日 - 1943年（昭和18年）7月13日）は、明治から昭和時代前期の政治家、銀行家。貴族院多額納税者議員。

## 経歴
高谷豊太郎の長男として青森県西津軽郡木造村（木造町を経て現つがる市）に生まれる。1889年（明治22年）1月に家督を相続した。1892年（明治25年）資本金1万円で木造唯一の高谷銀行を創立し、頭取を務める。翌年合資会社に変更し、1896年（明治29年）奥羽銀行同盟に加盟。のちに第九十三銀行と取引した。1897年（明治30年）には資本金5万円の有力な地場銀行となり、1905年（明治38年）弘前に支店を開設。資本金を30万円に増資した。
大坂金助の辞職に伴い1920年（大正9年）青森県多額納税者として補欠選挙で貴族院議員に互選され、同年12月14日から翌年の10月18日まで在任。1924年（大正13年）当時、県下で第4位の大地主だった。のち放漫経営により、1927年（昭和2年）高谷銀行は破綻し、連鎖倒産も出るほどの騒ぎとなった。

## 親族
⚫︎弟: 嘉繁 (妻は貴族院多額納税者議員加藤宇兵衛の娘ちよ)
⚫︎長女:せつ(子爵野宮定茂弟進妻)